# Švýcarské referendum o manželství (2021)
Švýcarské referendum o manželství (2021) bylo fakultativním celostátním referendem, v němž se hlasovalo o novele švýcarského občanského zákoníku umožňující stejnopohlavním párům uzavírání manželství, společné adopce dětí a zpřístupňující asistovanou reprodukci lesbickým párům. Jednalo se o zákon, který byl ve švýcarském veřejném diskurzu známý spíše jako takzvané „manželství pro všechny“ (Ehe für alle, Marriage pour tous, Matrimonio per tutti, Lètg per tuts). Konalo se 26. září 2021.
Pro přijetí návrhu příslušného zákona se vyslovilo 64,1 % oprávněných voličů napříč všemi švýcarskými kantony. Účinným se stane 1. července 2022. Díky referendu se Švýcarsko stalo 29. zemí na světě, která tak učinila, a jednou z posledních v západní Evropě.

## Účel konání
Předmětem hlasování byla otázka legalizace stejnopohlavního manželství ve Švýcarsku, společné adopce dětí homosexuálními páry a zpřístupnění asistované reprodukce lesbickým párům s tím, že by byla dosud ponechána v platnosti možnost uzavírat registrované partnerství, které bylo přijato v referendu konaném v roce 2005.

## Historie
Švýcarský politický systém je založený na principu takzvaných fakultativních referend, kdy občané mohou v reakci na zákon přijatý švýcarským federálním parlamentem iniciovat referendum, a to na základě petice s minimálně 50 tisíci podpisy získanými nejpozději do 100 dní od publikace nově přijaté legislativy v promulgačním listu. Evangelikální křesťanská strana Federální demokratická unie Švýcarska (Federal Democratic Union of Switzerland - EDU) v červnu 2020 oznámila zahájení kampaně za vypsání celostátního referenda proti legalizaci stejnopohlavního manželství.
Po dlouhých politických diskuzích přijal v roce 2020 švýcarský federální parlament návrh zákona o stejnopohlavním manželství z dílny Švýcarské zelené liberální strany (Green Liberal Party of Switzerland) předložený v roce 2013. Nově navrženou legislativu podporovala spolková vláda a celé politické spektrum, vyjma většiny pravicových stran - Švýcarské lidové strany (SVP), část Strany středu a Federální demokratické unie Švýcarska (EDU). Novela občanského zákoníku byla publikována v promulgačním listu 31. prosince 2020. Její odpůrci měli možnost nejpozději do 10. dubna 2021 získat potřebný počet podpisů pro vypsání celostátního referenda.
Sběrem podpisů byly pověřeny tři petiční výbory. Jeden vedený EDU pod zastřešujícím názvem "Žádné manželství pro všechny", druhý iniciovaný SVP, Stranou středu  a Evangelikální lidovou stranou Švýcarska (Evangelical People's Party of Switzerland) zaměřený na kampaň proti dárcovství spermií homosexuálním párům a třetí vedený poslanci SVP za Valais pod názvem "Stop experimentům s dětmi!" nebo také "Za přirozenou rodinu".
12. dubna 2021 oznámily odpůrci stejnopohlavních sňatků, že se jim podařilo získat 59 176 podpisů, které míní předložit Federálnímu kancléřství. 27. dubna kancléřství potvrdilo celkem 61 027 platných hlasů, což znamenalo nutnost vypsání celostátního referenda o zákonu legalizujícím homosexuální manželství. 19. května 2021 se Federální rada usnesla, že se referendum uskuteční 26. září 2021.
Během následných diskuzí se podporovatelé zákona o rovném manželství, včetně federální ministryně spravedlnosti Karin Kellerové-Sutterové, zaštiťovali nutnosti skoncování s diskriminací a nerovností. Podle jejich názoru by nově přijatý zákon byl jedním z prvních kroků konce stigmatizace a společenského znevýhodňování homosexuálních párů. Naopak protistrana sestávající převážně z konzervativních kruhů se odvolávala na tradice a nutnost změny případné definice manželství prostřednictvím ústavní novely. Jejím hlavním argumentech byla ale práva dětí, respektive právo dětí na otce, jehož ohrožení spatřovala v lesbických párech.

## Průzkumy veřejného mínění
Předvolební průzkumy jasně ukazovaly zhruba dvoutřetinovou podporu zákonu o rovných sňatcích.
| Zdroj                                                    | Agentura | Datum          | Ano | Spíše ano | Nevím Neodpověděl | Spíše ne | Ne |
| -------------------------------------------------------- | -------- | -------------- | --- | --------- | ----------------- | -------- | -- |
| gfs.Bern                                                 | SRG SSR  | 20. srpen 2021 | 55  | 14        | 2                 | 9        | 20 |
| LeeWas GmbH Archivováno 30. 11. 2021 na Wayback Machine. | Tamedia  | 13. srpen 2021 | 56  | 8         | 1                 | 6        | 29 |
| LeeWas GmbH Archivováno 30. 11. 2021 na Wayback Machine. | Tamedia  | 1. září 2021   | 60  | 6         | 1                 | 4        | 29 |
| gfs.Bern                                                 | SRG SSR  | 15. září 2021  | 53  | 10        | 2                 | 8        | 27 |
| LeeWas GmbH Archivováno 30. 11. 2021 na Wayback Machine. | Tamedia  | 15. září 2021  | 64  | 3         | 1                 | 3        | 29 |

## Výsledky
64,1 % voličů napříč všemi kantony podpořilo novelu občanského zákoníku legalizující stejnopohlavní manželství.